# John Tyler Morgan
John Tyler Morgan (ur. 20 czerwca 1824 w Athens, zm. 11 czerwca 1907 w Waszyngtonie) – amerykański polityk związany z Partią Demokratyczną. Reprezentował stan Alabama w Senacie Stanów Zjednoczonych.

## Życiorys
Urodził się w Athens w stanie Tennessee, ale w wieku 9 lat przeprowadził się do hrabstwa Calhoun w Alabamie. Studiował prawo na prywatnej uczelni w Tuskegee. W 1845 roku został przyjęty do palestry i rozpoczął praktykę w Talladega. Rok później ożenił się z Cornelią Willis, z którą miał jednego syna. W 1855 roku przeniósł się doSelmy w hrabstwie Dallas.
W 1860 roku został elektorem na Kolegium Elektorów Stanów Zjednoczonych z ramienia Partii Demokratycznej. W 1861 roku, w czasie kryzysu związanego z secesją był zwolennikiem natychmiastowej secesji Alabamy z Unii. Uczestniczył w wojnie secesyjnej po stronie Konfederacji, w Armii Stanów Skonfederowanych uzyskał stopień generała brygady. Po zakończeniu wojny powrócił do praktyki prawniczej w Selmie. W 1876 roku po raz kolejny został elektorem na Kolegium Elektorów z ramienia Partii Demokratycznej. W tym samym roku został po raz pierwszy wybrany do Senatu Stanów Zjednoczonych. Funkcję senatora zaczął pełnić od 4 marca 1877 roku. W latach 1882, 1888, 1894, 1900 i 1906 skutecznie ubiegał się o reelekcję. Senatorem pozostał aż do śmierci w 1907 roku. Głównym przedmiotem jego działalności była polityka zagraniczna – działał na rzecz budowy kanału w Ameryce Centralnej, łączącego Atlantyk z Oceanem Spokojnym. Mimo że pierwotnie lobbował za zlokalizowaniem kanału w Nikaragui, jest uważany za twórcę koncepcji budowy Kanału Panamskiego. Morgan był też zwolennikiem poszerzania terytorium Stanów Zjednoczonych, argumentował za aneksją Hawajów, Kuby i Filipin. Jako zdeklarowany zwolennik białej supremacji stanowczo opowiadał się za ograniczeniem praw osób czarnoskórych i segregacją rasową białych i czarnych. Lobbował za ograniczeniem populacji osób czarnych na południu Stanów Zjednoczonych i ich deportację poza terytorium kraju.
Zmarł 11 czerwca 1907 roku w Waszyngtonie i został pochowany na cmentarzu Live Oak w Selmie.